# 결막하 출혈
결막하 출혈(結膜下出血, 흰자위 출혈, 영어: subconjunctival hemorrhage, subconjunctival haemorrhage, hyposphagma)은 결막 혈관에 출혈이 생기는 현상을 가리킨다. 결막에는 작고 연약하면서 수많은 혈관이 들어있으며 이들은 쉽게 파열될 수 있다. 이 질병이 발생하면 피는 결막과 공막 사이의 공간으로 흘러들어간다.
이러한 출혈은 돌발성 또는 급성 재채기나 기침에 기인할 수 있고, 아니면 고혈압이나 항응고제의 부작용으로 말미암을 수도 있다. 구토에 의해서나 눈을 너무 세게 문지르는 경우에도 발생할 수 있다. 이 밖에도 변비, 라식 등이 원인이 될 수 있다.
일반적으로 멍이 피부 아래로 검은 색이나 푸른 색을 띄며, 2주 안에 사라지는 것이 보통이다.

## 원인
- 눈 부상
- 백일해 또는 기타 급성 재채기, 기침[1][2]
- 심각한 고혈압
- 라식[5]
- 렙토스피라증
- 높아진 정맥압[1][2][3]

## 참조
1. 1 2 3  “Subconjunctival hemorrhage”. 《PubMed Health on the National Institutes of Health website》. 2011년 5월 1일. 2012년 10월 15일에 확인함.
2. 1 2 3  “Subconjunctival hemorrhage”. 《Fit To Do website》. 2011년 5월 1일. 2013년 3월 8일에 원본 문서에서 보존된 문서. 2012년 10월 15일에 확인함.
3. 1 2  “Subconjunctival hemorrhage”. 《Disease.com》. n.d. 2013년 1월 22일에 원본 문서에서 보존된 문서. 2012년 10월 15일에 확인함.
4. ↑  Robert H. Grahamn (February 2009). “Subconjunctival Hemorrhage”. 《emedicine.com》. 2010년 11월 23일에 확인함.
5. ↑  Sun L, Liu G, Ren Y;  외. (2005). “Efficacy and safety of LASIK in 10,052 eyes of 5081 myopic Chinese patients”. 《J Refract Surg》 21 (5 Suppl): S633–5. PMID 16212294.